# 85 km (obwód nowogrodzki)
85 km (ros. 85 км) – przystanek kolejowy w miejscowości Lezno, w rejonie czudowskim, w obwodzie nowogrodzkim, w Rosji. Położony jest na linii Wołchow – Czudowo.